# Kansas Cagerz
I Kansas Cagerz sono stati una franchigia di pallacanestro della USBL, con sede a Salina, in Kansas, attivi tra il 1998 e il 2007.
Nacquero come Columbus Cagerz a Worthington, nell'Ohio. L'anno seguente si trasferirono a Salina, cambiando nome in Kansas Cagerz. Disputarono tre finali USBL: nel 2002 persero 122-109 con gli Oklahoma Storm, nel 2005 persero 97-84 con i Dodge City Legend, nel 2007 vinsero il titolo battendo 95-92 i Brooklyn Kings. Interruppero l'attività alla fine della stagione, con lo scioglimento della lega.

## Palmarès
- United States Basketball League: 1

2007

## Stagioni
| Stagione | Lega | Denominazione   | V  | P  | %    | Piazzamento | Play-off         |
| -------- | ---- | --------------- | -- | -- | ---- | ----------- | ---------------- |
| 1998     | USBL | Columbus Cagerz | 9  | 16 | 36,0 | 3º          | Secondo turno    |
| 1999     | USBL | Kansas Cagerz   | 18 | 9  | 66,7 | 1º          | Quarti di finale |
| 2000     | USBL | Kansas Cagerz   | 18 | 12 | 60,0 | 2º          | Semifinale       |
| 2001     | USBL | Kansas Cagerz   | 18 | 12 | 60,0 | 2º          | Quarti di finale |
| 2002     | USBL | Kansas Cagerz   | 21 | 9  | 70,0 | 1º          | Finale           |
| 2003     | USBL | Kansas Cagerz   | 15 | 15 | 50,0 | 3º          | Quarti di finale |
| 2004     | USBL | Kansas Cagerz   | 20 | 10 | 66,7 | 2º          | Semifinale       |
| 2005     | USBL | Kansas Cagerz   | 17 | 13 | 56,7 | 3º          | Semifinale       |
| 2006     | USBL | Kansas Cagerz   | 15 | 15 | 50,0 | 4º          | Semifinale       |
| 2007     | USBL | Kansas Cagerz   | 14 | 15 | 48,3 | 5º          | Campioni         |